# 薩姆納鎮區 (堪薩斯州奧斯伯恩縣)
薩姆納鎮區（英語：Sumner Township）為美國堪薩斯州奧斯伯恩縣轄下的鎮區。2010年美国人口普查中該鎮區人口有175人。

## 地理
薩姆納鎮區涵蓋總面積為138.84平方（53.61平方英里），其中138.82平方（53.60平方英里）為陸地，0.03平方（0.012平方英里）或0.02%為水域。海拔高度537（1,762英尺）。

## 人口統計
根據2010年美國人口普查，薩姆納鎮區人口有175人，住房113戶，人口密度為1.26人/每平方公里。此鎮區居民之種族中，白人有172人，非裔美國人有0人，美洲原住民有0人，亞裔美國人有0人，太平洋島裔美國人有0人，其他種族有0人，混血種族則有3人。此外此鎮區有1人為西班牙裔或拉丁裔美國人。

## 交通

### 主要公路
- 24號美國國道